# Mária Suľovská
Mária Suľovská (* 2. února 1936) byla slovenská a československá politička Komunistické strany Slovenska a poslankyně Sněmovny národů Federálního shromáždění za normalizace.

## Biografie
K roku 1971 se profesně uvádí jako dělnice. Ve volbách roku 1971 zasedla do slovenské části Sněmovny národů (volební obvod č. 128 - Bytča, Středoslovenský kraj). Ve FS setrvala do konce funkčního období, tedy do voleb roku 1976.